# Brijuni
Brijuni (italienska och tyska: Brioni) är en ögrupp och en nationalpark utanför Pula och Fažana i Istrien i Kroatien. 
Ögruppen består av 14 öar varav den största Veliki Brijun har en yta på 5,6 kvadratkilometer. Mali Brijun har en yta på 1,1 km² och de övriga är små kobbar. Den var tidigare sommarresidens för Tito och nu för Kroatiens president. 
Ögruppens italienska namn har givit namn åt det italienska klädmärket Brioni.

## Historia

Karta över Brijuni.

Brijuni var bebott av romare under antiken, men var främst känt för sina stenbrott. Under medeltiden tillhörde de Republiken Venedig och sten från öarna användes till byggnation i staden. När Venedig erövrades av Napoleon år 1797 blev Brijuni en del av de Illyriska provinserna.
År 1815 övertogs öarna av Kejsardömet Österrike och från 1867 av dubbelmonarkin Österrike-Ungern och sten från stenbrotten exporterades till Wien og Berlin. När Österrike anlade en örlogsbas i Pula byggde man också befästningar på Brijuni.
År 1893 köptes ögruppen av den österrikiska affärsmannen Paul Kupelwieser för en spottstyver. Med hjälp av läkaren, senare nobelpristagare , Robert Koch lyckades han utrota malariamyggen på de igenväxta öarna genom att hälla ut och bränna av petroleum över sumpmarkerna och fylla upp dem med sten från stenbrottet. De sjuka behandlades med kinin. Hotell, restauranger och en hamn anlades och öarna omvandlades successivt till ett lyxigt semesterparadis för Wiens överklass med parker, promenadstigar och egen läkare. En vinodling anlades och vin från Brijuni såldes bland annat i Wien, Graz och Prag. 
Etter första världskriget blev ögruppen italiensk och Paul Kupelwiesers son Carlos övertog verksamheten, som dock gick i konkurs och övertogs av den italienska staten år 1930. 
Efter andra världskriget tillföll ögruppen Jugoslavien och president  Tito omvandlade den till sitt privata sommarresidens. Arkitekten Jože Plečnik ritade en paviljong åt honom och ett stort antal utländska statsöverhuvuden och filmstjärnor såsom Elizabeth Taylor, Richard Burton, Sophia Loren, Carlo Ponti och Gina Lollobrigida besökte öarna som var militärt skyddsområde. Efter Titos död år 1980 omvandlades öarna till en nationalpark.

## Brijuni idag
När Jugoslavien upplöstes och Kroatien bildades år 1991 blev öarna kroatiska och byggnaderna omvandlades till ett konferencenter. De exotiska djur som Tito hade fått som gåva har samlats i en safaripark. Flera av de gamla hotellen har öppnats igen och en golfbana har anlagts.